# نرويجيان لخط الرحلات البحرية القابضة
نرويجيان لخط الرحلات البحرية القابضة (بالإنجليزية: Norwegian Cruise Line Holdings (NCLH))‏  هي شركة قابضة من برمودا ومقرها في الولايات المتحدة. وهي تدير وتملك الثلاثة خطوط للرحلات بحرية التالية  نرويجيان للرحلات البحرية و أوشيانيا للرحلات البحرية و ريجنت سفن سيز للرحلات البحرية كشركات تابعة. تشكل مجتمعة ثالث أكبر مشغل للرحلات البحرية في العالم. وهي شركة مساهمة عامة مدرجة في بورصة نيويورك.

## نبذة تاريخية
تأسست الشركة في 21 فبراير 2011 كشركة معفاة الضرائب من برمودا. في ذلك الوقت كانت نرويجيان للرحلات البحرية مملوكًة من قبل تحالف بين جينتنج هونغ كونغ  و شركة ابولو العالمية و تي بي جي للاستثمار الأمريكية.  وبعد استكمال اكتتاب نرويجيان للرحلات البحرية العام في يناير 2013 وإدراجها في بورصة ناسداك ،  خضعت نرويجيان للرحلات البحرية و الشركة القابضة لإعادة هيكلة منحت الشركة القابضة الملكية الكاملة لـنرويجيان للرحلات البحرية، ونقل الملاك السابقين لشركة نرويجيان للرحلات البحرية حصصهم إلى الشركة القابضة.
وبعد الاكتتاب العام سيطر المساهمون العامون على 13.3٪ من الشركة القابضة، بينما امتلكت جينتنج هونغ كونغ حصة 43.4٪، و 32.5٪ لبولو العالمية، و 10.8٪ لشركة تي بي جي للاستثمار. وبعد سنوات خفض هؤلاء الملاك الثلاثة حصصهم تدريجياً من خلال سلسلة من العروض العامة الثانوية. وبحلول نهاية عام 2014 كان ما يقرب من نصف أسهم الشركة القابضة مملوكة ملكية عامة، مع سيطرة جينتنج و ابولو و تي بي جي على 25٪ و 24٪ و 7٪ على التوالي. في 3 ديسمبر 2018 باع أبولو وجنتنج حصصهما المتبقية في الشركة، مما يمثل نهاية علاقة استمرت أكثر من عقد من الزمان.
في سبتمبر 2014 ، أعلنت الشركة أنها اشترت شركة برستيج للرحلات البحرية وهي الشركة الأم لـ أوشيانيا للرحلات البحرية و ريجنت سفن سيز للرحلات البحرية مقابل صفقة إجمالية قدرها 3،025 مليار دولار، بما في ذلك تحمل الديون. إدرجت الشركة في 14 ديسمبر 2015 إلى مؤشر ناسداك-100. تحولت لاحقًا إلى بورصة نيويورك في 19 ديسمبر 2017،  
أصبحت في 2018 ثالث أكبر مشغل للرحلات البحرية في العالم، حيث تسيطر على 9.5٪ من سوق الرحلات البحرية بعدد الركاب و 12.6٪ من قيمة الإيرادات.

## الشركات النابعة
تملك الشركة ثلاثة خطوط أو علامة تجارية للرحلات البحرية وهي كالتالي:
- نرويجيان للرحلات البحرية
- أوشيانيا للرحلات البحرية
- ريجنت سفن سيز للرحلات البحرية

## وصلات خارجية
- - بيانات النشاط التجاري لـ نرويجيان للرحلات البحرية: مالية جوجل
  - ياهو! المالية
  - رويترز
  -  إيداع هيئة الأوراق المالية والبورصات